# Luohu (métro de Shenzhen)
Luohu (en chinois : 罗湖站, en pinyin: Luóhú Zhàn) est une station du métro de Shenzhen, dans la province de Guangdong, en République populaire de Chine (RPC). Elle est sur la ligne 1 appelée aussi Ligne de Luo Bao. Elle constitue le terminus de la ligne. C'est aussi une station de correspondance avec le service du Guangzhou–Shenzhen Railway ainsi que Lo Wu du métro de Hong Kong.

## Histoire
Elle est mise en serivce le 28 décembre 2004.

## Services aux voyageurs

### Accès et accueil
| Numéro de la sortie | Numéro de la sortie | Lieu de la sortie                   |
| ------------------- | ------------------- | ----------------------------------- |
| Sortie A            | A                   | Luohu Port                          |
| Sortie A            | A1                  | Luohu Port                          |
| Sortie A            | A2                  | Luohu Port                          |
| Sortie A            | A3                  | Qiaoshe Intercity Bus Station       |
| Sortie B            | Sortie B            | Renmin South Road, Yanhe South Road |
| Sortie C            | Sortie C            | Jianshe Road, Heping Road           |
| Sortie D            | Sortie D            | Salle d'attente (Gare de Shenzhen)  |
| Sortie E            | Sortie E            | Renmin South Road, Jianshe Road     |